# Frédéric d'Anhalt-Dessau
Frédéric d'Anhalt-Dessau (Dessau, 27 décembre 1769 – Dessau, 27 mai 1814), est un prince allemand de la Maison d'Ascanie et l'héritier de la principauté (et à partir de 1807), du duché d'Anhalt-Dessau.
Il est le seul enfant survivant de Léopold III d'Anhalt-Dessau, et de son épouse Louise de Brandebourg-Schwedt, fille de Henri-Frédéric de Brandebourg-Schwedt.
En 1786, il rejoint l'Armée prussienne, où il obtient le grade de Generalfeldmarschall. En 1805, il décide de construire Kühnauer Parc.
Frédéric est mort trois ans avant son père, et n'a donc jamais hérité d'Anhalt-Dessau. Sa place en tant qu'héritier de Léopold III est prise par son fils aîné, Léopold IV d'Anhalt, qui succède à son grand-père, en 1817, avec le nom de Léopold IV.

## Le mariage et la descendance
A Bad Homburg vor der Höhe , le 12 juin 1792 Frédéric épouse Amélie de Hesse-Hombourg (Hombourg, 29 juin 1774 - Dessau, 3 février 1846), fille de Frédéric V de Hesse-Hombourg. Ils ont sept enfants:
1. Amélie-Auguste d'Anhalt-Dessau (Dessau, 18 août 1793 - Rudolstadt, 12 juin 1854), mariée le 15 avril 1816 à Frédéric-Gonthier de Schwarzbourg-Rudolstadt.
2. Léopold IV d'Anhalt (Dessau, 1 octobre 1794 - Dessau, 22 mai 1871).
3. Georges-Bernard d'Anhalt-Dessau (Dessau, 21 février 1796 - Dresde, Le 16 octobre 1865).
4. Paul Christian (Dessau, le 22 mars 1797 - Dessau, Le 4 mai 1797).
5. Louise d'Anhalt-Dessau (Dessau, 1 mars 1798 - Hombourg, 11 juin 1858), sourde-muette de naissance; mariée le 12 février 1818 à son oncle maternel Gustave de Hesse-Hombourg (1781-1848).
6. Frédéric-Auguste d'Anhalt-Dessau (Dessau, 23 septembre 1799 - Dessau, 4 décembre 1864).
7. Guillaume Waldemar (Dessau, 29 mai 1807 - Vienne, 8 octobre 1864), marié morganatiquement le 9 juillet 1840 à Emilie Klausnitzer (Dessau, 30 janvier 1812 - Vienne, 28 mars 1888), créé Freifrau von Stolzenberg en 1842.

## Connexion avec Mozart
La version allemande de la chanson « Des kleinen Friedrichs Geburtstag », K. 529, par Wolfgang Amadeus Mozart, a été initialement écrite en 1778 par le poète Johann Eberhard Friedrich Schall pour célébrer le neuvième anniversaire de la naissance du prince Frederic. On ne sait pas comment Mozart a découvert ce texte. Tout ce qui est connu, c'est qu'il était entré dans son propre catalogue de compositions musicales, le 6 novembre 1787.